# 6twenty
6twenty es el álbum debut de la banda neozelandésa de rock The D4, lanzado en 2001 por Flying Nun Records. Una edición limitada en formato vinilo fue lanzada en 2002.

## Lista de canciones
Lanzamiento original, 2001
1. "Rock'n'Roll Motherfucker" 2:00
2. "Party" 2:39
3. "Come On!" 2:23
4. "Pirate Love" (Johnny Thunders) 3:39
5. "Running On Empty" 3:12
6. "Ladies Man" 3:47
7. "Invader Ace" (Guitar Wolf) 2:46
8. "Little Baby" 3:08
9. "Rebekah" 3:37
10. "Mysterex" (The Scavengers) 3:56
11. "Exit To The City" 3:40
12. "Heartbreaker" 4:28

Edición limitada de vinilo, 2002
1. "Rock'n'Roll Motherfucker|RocknRoll Motherf**ker"
2. "Party"
3. "Come On!"
4. "Pirate Love"
5. "Running On Empty"
6. "Ladies Man"
7. "Invader Ace"
8. "Heartbreaker"
9. "Get Loose"
10. "Little Baby"
11. "Rebekah"
12. "Mysterex"
13. "Exit To The City"

Lanzamiento en EEUU, 2003
1. "Rock'n'Roll Motherfucker" (Abbreviated "RnR MF" on the back cover)
2. "Get Loose"
3. "Party"
4. "Come On!"
5. "Invader Ace"
6. "Exit To The City"
7. "Heartbreaker"
8. "Running On Empty"
9. "Ladies Man"
10. "Pirate Love"
11. "Little Baby"
12. "Rebekah"
13. "Mysterex"
14. "Outta Blues"

(También incluye extras, como el vídeo de "Get Loose")

## Personal
- Dion Palmer: Voz, Guitarra
- Jimmy Christmas: Voz, Guitarra
- Vaughan "Vaughn" Williams: Bajo
- Daniel "Beaver" Pooley: Batería
- With Cameron Rowe: Órgano